# Nephelomys
A Nephelomys az emlősök (Mammalia) osztályának rágcsálók (Rodentia) rendjébe, ezen belül a hörcsögfélék (Cricetidae) családjába tartozó nem.
A Nephelomys-fajokat korábban az Oryzomys nembe sorolták.

## Rendszerezés
A nembe az alábbi 13 faj tartozik:
- Nephelomys albigularis (Tomes, 1860) - típusfaj; korábban Oryzomys albigularis
- Nephelomys auriventer (Thomas, 1890) - korábban Oryzomys auriventer
- Nephelomys caracolus (Thomas, 1914) - korábban Oryzomys caracolus
- Nephelomys childi (Thomas, 1895)
- Nephelomys devius (Bangs, 1902) - korábban Oryzomys devius
- Nephelomys keaysi (J. A. Allen, 1900) - korábban Oryzomys keaysi
- Nephelomys levipes (Thomas, 1902) - korábban Oryzomys levipes
- Nephelomys maculiventer (J. A. Allen, 1899) - korábban Oryzomys maculiventer
- Nephelomys meridensis (Thomas, 1894) - korábban Oryzomys meridensis
- Nephelomys moerex (Thomas, 1914)
- Nephelomys nimbosus (Anthony, 1926)
- Nephelomys pectoralis (J. A. Allen, 1912)
- Nephelomys pirrensis (Goldman, 1913)